# Coppa Agostoni 1971
La Coppa Agostoni 1971, venticinquesima edizione della corsa, si svolse il 6 agosto 1971 su un percorso di 233 km. La vittoria fu appannaggio dell'italiano Franco Bitossi, che completò il percorso in 5h46'00", precedendo il belga Willy De Geest ed il francese Roger Pingeon.

## Ordine d'arrivo (Top 10)
| Pos. | Corridore         | Squadra             | Tempo    |
| ---- | ----------------- | ------------------- | -------- |
| 1    | Franco Bitossi    | Filotex             | 5h46'00" |
| 2    | Willy De Geest    | Hertekamp-Magniflex | s.t.     |
| 3    | Roger Pingeon     | Peugeot-BP-Michelin | s.t.     |
| 4    | Marino Basso      | Molteni             | a 2'05"  |
| 5    | Vittorio Cumino   | Filotex             | s.t.     |
| 6    | Antoon Houbrechts | Salvarani           | s.t.     |
| 7    | Marcello Bergamo  | Filotex             | s.t.     |
| 8    | Ronald De Witte   | Peugeot-BP-Michelin | s.t.     |
| 9    | Costantino Conti  | Scic                | s.t.     |
| 10   | Donato Giuliani   | Filotex             | s.t.     |